# L'Axone
Pour les articles homonymes, voir Axone (homonymie).
L'Axone de Montbéliard est une salle de spectacle appartenant à la Communauté d'agglomération du Pays de Montbéliard. Elle a été inaugurée le 5 avril 2009.

## Histoire
Après un concours organisé par la communauté d'agglomération, le projet retenu, œuvre du cabinet d'architectes Denu & Paradon (chef de projet et co-concepteur : Neubauer architecte), est présenté en 2005. La construction de l'édifice a lieu au lieu-dit des Grospierrons, en bordure de ville. La salle est officiellement ouverte en avril 2009 pour un coût global avoisinant les 30 millions d'euros.

## Description
Sa capacité est de 6 400 places modulables pouvant accueillir des concerts comme des évènements sportifs.

## Architecture
La construction de l'Axone répond strictement aux normes Haute Qualité Environnementale, faisant du bâtiment un "équipement écocitoyen". En forme de courbes tordues, la toiture recouvre les façades conçues comme un ruban ceinturant l'édifice, épousant les volumes intérieurs.[réf. nécessaire]

## Événements

### Spectacles
Patrick Bruel a réalisé l'inauguration en donnant un concert en acoustique en avril 2009.
Elle a depuis, accueilli des artistes majeurs de la scène française (Florent Pagny, Johnny Hallyday, Jacques Dutronc, Gad Elmaleh, Jamel Debbouze, Sexion d'Assaut, Indochine) et de la scène internationale (Scorpions, The Cranberries).

### Sports
L'Axone Montbéliard a également accueilli quelques événements sportifs d'importance (équipe de France de handball, et de volley).
La salle est candidate à l'organisation du Championnat du monde de handball masculin 2017 en France pour les phases de poules.
La salle accueille en 2018 le Trophée des champions (handball), compétition de handball qui oppose le vainqueur du championnat de France, les lauréats des coupes de France et de la Ligue, ainsi que l'équipe la mieux classée en championnat en dehors de ces trois équipes.
En décembre 2018, des matchs du tour préliminaire du Championnat d'Europe de handball féminin 2018 se sont joués dans la salle.